# Gianluigi Zuanel
Gianluigi Zuanel (Ponsacco, 7 marzo 1952) è un ex ciclista su strada italiano.
Professionista dal 1977 al 1983, partecipò a sei edizioni del Giro d'Italia.

## Carriera
Da ragazzo militò in alcune squadre locali come la Mobilieri Ponsacco e la Larcianese fino al passaggio da dilettante nelle file della Lucchese.
Passato professionista nel 1977 nella Fiorella Mocassini, passò dopo due anni alla Gis Gelati, quindi alla Del Tongo-Colnago e infine alla Vivi-Benotto. Corse tutta la sua carriera come gregario al servizio di capitani quali Roger De Vlaeminck, Giuseppe Saronni e Franco Chioccioli. Nel 1983 si ritirò dal ciclismo professionistico.

## Palmarès
- 1975 (Dilettanti)

Coppa Caduti Sant'Alluccio
- 1976 (Dilettanti)

Coppa Giulio Burci

## Piazzamenti

### Grandi Giri
- Giro d'Italia

1977: 115º
1978: 71º
1980: 47º
1981: 96º
1982: 84º
1983: 115º